# Darkel
Darkel è un progetto solistico di Jean-Benoît Dunckel, noto membro del gruppo musicale pop degli AIR.

## Storia del gruppo
Dunckel, dopo essere diventato professore di matematica, inizia a studiare musica classica e comincia a suonare negli Orange, una rock/pop band, assieme al DJ e successivamente produttore discografico Alex Gopher. Proprio in quel gruppo conosce Godin, architetto dalle aspirazioni musicali più elettroniche, e dall'unione dei loro due stili, apparentemente molto differenti, nasce il gruppo che prenderà poi il nome di AIR e che ben presto con il primo album Moon Safari otterrà l'appoggio di critica e pubblico.

## Discografia

### Album in studio
- 2006 - Darkel

### Singoli
- 2006 - At the End of the Sky
- 2007 - Brighton Sun